# جديدة (المكر)
جديدة - المكر (بالعبريَّة: גֻ'דֵידָה-מַכְּר) هو مجلس محلي عربي في منطقة الجليل تم تشكيله من قبل دمج قرية المكر والجديدة في عام 1990. عدد أعضاء المجلس المحلي 13، حتّى عام 2021 بلغت نسبة المصوّتين %82.5.  تقع إداريًا في المنطقة الشمالية شمال إسرائيل. وتقع القرية في منطقة عكا إلى الجهة الشرقية منها، وتبعد عنها وعن شاطئ البحر الابيض المتوسط بضعة كيلومترات وهي عبارة عن دمج قريتين متجاورتين، هما جديدة والمكر، في مجلس بلدي واحد ولكن قديماً كان هنالك مجلسين احدهما لجديدة والآخر للمكر. تبلغ مساحتها حتّى عام 2021 9.13 كيلو متر مربّع. 
بلغ عدد السكان عام 2018 حوالي 20,920 نسمة، ومعظم السكان من الُمسلمين حتّى عام 2021 بلغت نسبتهم 92.8، أمّا المسيحيّون 7.2. معظم السكّان فهم من مهجّري القرى المجاورة والمهدومة عام 1948، منها البروة، والمنشيّه، وكفر برعم، والسامريّه، ولوبيا، وإقرت، والغابسية، والدامون وغيرها.
بحسب دائرة الاحصاء المركزيّة لعام 2021 يبلغ عدد سكّان جديّدة-مكر 21,507 نسمة، عدد الرّجال منهم 10,837، أمّا النّساء فبلغ عددهم 10,671 امرأة. نسبة الخصوبة 1.98. أمّا بالنّسبة للهجرة السّالبة فهي 72-.

## القرى

### الجديدة
قرية الجديدّة هي قرية حديثه نسبياً تقع إلى شرق عكا بحوالي 9 كم، وقد أُطلق عليها هذا الاسم لحداثتها. تأسست الجديّدة في القرن السادس عشر على يد عائلات عربية قدمت من سوريا. في القرن التاسع عشر، تم استئجار أرض البلدة من قبل حاييم فرحي، والذي كان مستشارًا لحاكم عكا. ملكت الجديدة حوالي 5,219 دونماً أيام الإنتداب البريطاني، وفي أواخر هذه الفترة وخلال الحرب العربية الإسرائيلية أستقبلت القرية كغيرها من القرى العربية التي بقيت ضمن إسرائيل، أعدداً كبيرة من اللاجئين الفلسطينيين، خاصةَ سكان البروة الواقعة على 2 كم إلى الجنوب منها، إذ أنهم وجدوا فيها وفي المكر مكاناً لإستمرار حياتهم. وكانت أراضي الجديدة تابعة لقرية المكر وغيرها من القرى المجاورة ولأقطاعيين.
في الجديدة مدرستان ابتدائيتان «الرازي» و«النور» ومدرسة إعداديه «البيروني». ومدرسه تكنولوجية ومدرستان لذوي الاحتياجات الخاصة. في عام 2004 وصل تعداد سكانها إلى حوالي 7,500 نسمة وكان معظمهم من المُسلمين السُنّة، وحوالي 600 مسيحي نصفهم من أتباع كنيسة الروم الملكيين الكاثوليك. ومن الحمائل الأرثوذكسية في الجديدة فهي: إلياس، وحبيب، وخازن، وزايد، وسَكس، وشحادة، وقسيس، ومنصور، ويذكر أن بعض هذه الحمائل جاء إلى الجديدة من البروة وغيرها، وذلك خلال عام 1948 وبعده. أما الحمائل الكاثوليكية في الجديدة فهي أيوب ويعود أصولها من إقرت، وكنعاني، ومخول ووطفة. وتضم على الجديدة على كنيسة القديس بتريكيوس الأرثوذكسية وكنيسة مار جريس للروم الكاثوليك. ومن العائلات المسلمة في الجديدة آل كيّال، ودرويش، وأبو طه، وعكاوي، وجودي، وهواس، وذيب، ودندن، وخالد، ودبدوب، وربّاح، وشامي، وسمري، وعبادي وعيشان.

### المكر
تعد قرية المكر قرية أثريّه وجدت بها الكثير من مقابر الكنعانيين والمغر والكنائس والجوامع الأثريّه وهنالك أطلال لبرج عسكري وحصن صغير كان يستخدم كحامية على تلة «الطنطور» الواقعة جنوبي البلدة بمحاذاة شارع عكا-صفد في زمن صلاح الدين الأيوبي وحصاره لمدينة عكا لتحريرها من الصليبيين الفرنجة. وتبعد المكر حوالي 7 كم إلى الشرق من عكا. والمكر باليونانيَّة تعني المستطيل، أمّا المكر بالعربية فهي مصنع النبيذ أو المدبسة. كانت المكر مأهولة أيام الهيلينين والرومان والبيزنطيين، أما المكر المعاصرة فقامت أثر هجرة من لبنان إليها في القرن الرابع عشر. في النصف الثاني من القرن التاسع عشر، قدّر أن ما بين 160 إلى 300 شخص يعيشون في القرية، نصفهم من الدروز ونصفهم من المُسلمين. كانت مساحة أراضيها 8,791 دونماً أيام الإنتداب البريطاني، أدارها مجلس محلي منذ عام 1968، ثم ضمت إليها الجديدة في مجلس محلي واحد في عام 1989، بعد أن هاجر إليها الكثيرون من سكان عكا القديمة من العرب، بعد أن كان كثيرون من مهجريّ قرية البروة قد أستقروا في الجديدة، أثر حرب 1948، وإثر الامتداد الجغرافي لكليتهما، الواحدة في إتجاه الأخرى.
هناك جزء كبير من الأكاديميين والعاملين في الصناعة والحرَف المختلفة، وتعرف المكر بكثرة المخابز. كما أنها تضم أيضاً على ثلاث مدارس ابتدائية «ابن سينا» و«عمر بن الخطاب» و«النجاح» وإعدادية «ابن رشد» ومدرسة ثانويّه مشتركة بين المكر والجديدة تدعى «مدرسة البيروني الثانوية الشاملة» وقد كان مديرها لسنوات طويلة أحمد درويش الشقيق الأكبر للشاعر الفلسطيني محمود درويش والذي تسكن عائلته بلدة الجديدة حتى يومنا هذا.
في قرية المكر مسجدان أحدهما أثري، وكنيسة مار إلياس الأرثوذكسية وكنيسة القديس أنطونيوس الكبير للروم الكاثوليك. وأسس المجلس المحلي في قرية المكر في سنوات الستين من القرن العشرين، وأول رئيس كان أحمد كيال أبو منير (الحجّو) وبعده محمود الصالح خليل وفي عهده تم دمج البلدتين وتلاه عفيف كيال ومحمد ارشيد. في عقد 1980 هجّر إلى القرية بعض سكان عكا القديمة العرب، وهم يسكنون في حيّ «الشيكونات». في أواسط عقد 1980 تمت مصادرة اراضي حرجية الطنطور التابعة لأهالي القرية مما أثر على توسع مسطح القرية، قام بعض من أهالي القرية بمطالبة السلطات بإعادة هذه الأراضي للقرية إلا أن هذه المحاولات باءت بالفشل.
في عام 2004 قدر تعداد سكان المكر بحوالي 8,000 نسمة وكان معظمهم من المُسلمين السُنّة، وحوالي ألف مسيحي نصفهم من أتباع كنيسة الروم الملكيين الكاثوليك. والعائلات الأرثوذكسيّة في المكر هي: آل حناني، وسلوم وهما من عائلات المكر الأصليَّة قبل عام 1948، وقد وفدت إليها الحمائل التالية بعد 1948: بولس وخُوري من البروة، وثم حزبون، وحماتي، وعاقل، وغنطوس، وكتيلي ووهبة من عكا. أما الحمائل الكاثوليكية في المكر فهي: أيوب منذ منتصف القرن العشرين، بحوث وحوا من عكا، بديرية (طنوس) وعبيد خُوري وخليل (حاج) وداود من إقرت، سمعان وقسيس من فسوطة، مخايل ومارون وهلون منذ نهاية القرن التاسع عشر. ويعيش حوالي 80 من أتباع الكنيسة المارونية في المكر. ومن العائلات المسلمة في الجديدة آل كيّال، وعيشان، وحسيان، وسمري، وذيب، وميعاري، ودبدوب، وإبراهيم، والمعطي ومي.

## جغرافيا
يحد جديدة المكر من الشمال أراضي بلدة كفرياسيف وأراضي زراعية مصادرة من قبل السلطات وتُحدها أيضاً تلة تسمى مزرعة زهير الإقطاعي وعن الغرب الشارع المؤدي لقريتي يركا وجولس ومستوطنة تل-أيل حتى مفرق العياضية (ياسيف) وهو مفرق حيوي وهام جداً. المنطقة الواقعة بين القريتين تضم المطاعم والملاعب والقاعة الرياضيّه والمركز الجماهيري الثقافي ونادي المسنين والبنوك ومؤسسات حيوية أخرى، وهي أهم منطقة في البلدة. وتشتهر البلدة بعدّة اماكن سياحية، كالمجلس القديم الذي يعتبر معلماً للسوّاح.

## تاريخ
تحت اسم «مكر هرسين» و«الحديدة»، تم ذكر المكر والجديدة، على التوالي، كجزء من مجال سلطة الصليبيين خلال اتفاق الهدنة الذي تم التوصل إليه في عام 1283 بين الصليبيين ومقرهم في عكا والسلطان المملوكي المنصور سيف الدين قلاوون. ومع ذلك، فمن الممكن أيضًا أن يشير «مكر هرسين» في النص الأصلي إلى موقعين منفصلين هما المكر وهرسين، ويعد الموقع الأخير مجهول الهوية.

### العصر العثماني
دمجت المكر في الدولة العثمانية في عام 1517، وذكرت في التعداد السكاني لعام 1596، أنها قرية تقع في الناحية في عكا، في سنجق صفد. وكان عدد السكان يتكون من 22 أسرة وثلاثة عزاب، كلهم من المسلمين. دفعوا ضرائب على القمح والشعير والمحاصيل الصيفية وأشجار الفاكهة والقطن والإيرادات العرضية والماعز وخلايا النحل. في ما مجموعه 17,000 آقجة. أظهرت خريطة لبيير جاكوتين تعود إلى فترة غزو نابليون عام 1799 كلا المكانين، تحت اسم «مكر» و«سيديد».
في عام 1875 زار فيكتور جويرين المكر، ووجد أن عدد سكانها يصل إلى حوالي 350 نسمة، نصفهم من المسلمين ونصفهم «روم منشقون». كما أشار إلى أن «في وحول المكر أعمدة مكسورة، جزء منها فيها نقوش قديمة، وتضم على تابوت صغير طين نضيج، والعديد من الكهوف القبرية». وجد أن الجديدة كانت تضم على حوالي 350 نسمة.
في عام 1881 وصف صندوق استكشاف فلسطين الجديدة بأنها «قرية مبنية من الحجر، تحتوي على حوالي 80 مسلمًا وعشرين مسيحيًا، وتحيط بها الزيتون والأراضي الصالحة للزراعة، وتقع بالقرب من السهل..... مع العديد من صهاريج مياه الشرب للشرب منها». ووصفت المكر بأنها «قرية مبنية من الحجر، تحتوي على 100 مسلم وثمانين مسيحيًا، وتقع على حافة السهل، وتحيط بها الزيتون والأراضي الصالحة للزراعة؛ وهناك العديد من صهاريج المياه في القرية».
أظهرت قائمة السكان والتي تعود إلى حوالي عام 1887 أنَّ الجديدة كان تضم على حوالي 245 نسمة، نصفهم من المُسلمين ونصف الآخر من المسيحيين الروم، بينما ضمت المكر على 280 نسمة؛ ثلثهم من المسيحيين الكاثوليك والروم، والثلثي من المُسلمين.

### الانتداب البريطاني
في تعداد فلسطين عام 1922 الذي أجرته سلطات الانتداب البريطاني كان عدد سكان الجديدة حوالي 204 أشخاص، منهم حوالي 108 مسلمين وحوالي 96 مسيحيًا. من بين المسيحيين، كان حوالي 51 منهم من الروم الأرثوذكس و 45 من الروم الكاثوليك (الملكيين). وكان عدد سكان المكر حوالي 281 نسمة، منهم حوالي 206 مسلم وحوالي 75 مسيحي. من بين المسيحيين كان حوالي 30 منهم من الروم الأرثوذكس وحوالي 45 من الروم الكاثوليك (الملكيين). في تعداد عام 1931، كان عدد سكان الجديدة حوالي 249 نسمة؛ منهم حوالي 146 مسلما وحوالي 103 مسيحيين، يسكنون في ما مجموعه 57 منزلاً، في حين كان عدد سكان المكر حوالي 331 نسمة؛ منهم حوالي 257 مسلمًا وحوالي 74 مسيحيًا، يسكنون في إجمالي 77 منزلًا.
في إحصاءات عام 1945 كان عدد سكان الجديدة حوالي 280 نسمة؛ منهم حوالي 150 مسلمًا وحوالي 130 مسيحيًا، يمتلكون 5,219 دونم من الأراضي وفقًا لمسح رسمي للأراضي والسكان. كان حوالي 1,855 دونم عبارة عن مزارع وأراضي قابلة للري، وتم استخدام 2,202 دونم للحبوب، في حين تم بناء 39 دونم من الأراضي (الحضرية). وفي نفس العام كان عدد سكان المكر حوالي 490 نسمة؛ منهم 390 مسلمًا وحوالي 100 مسيحي، يمتلكون 7,979 دونمًا من الأراضي وفقًا للمسح الرسمي نفسه للأرض والسكان. كانت 96 دونم مخصصة للحمضيات والموز، وحوالي 730 للمزارع والأراضي القابلة للري، وحوالي 7,241 دونم تُستخدم للحبوب، في حين أن 26 دونما كانت أرض مبنية (حضرية).

### دولة إسرائيل

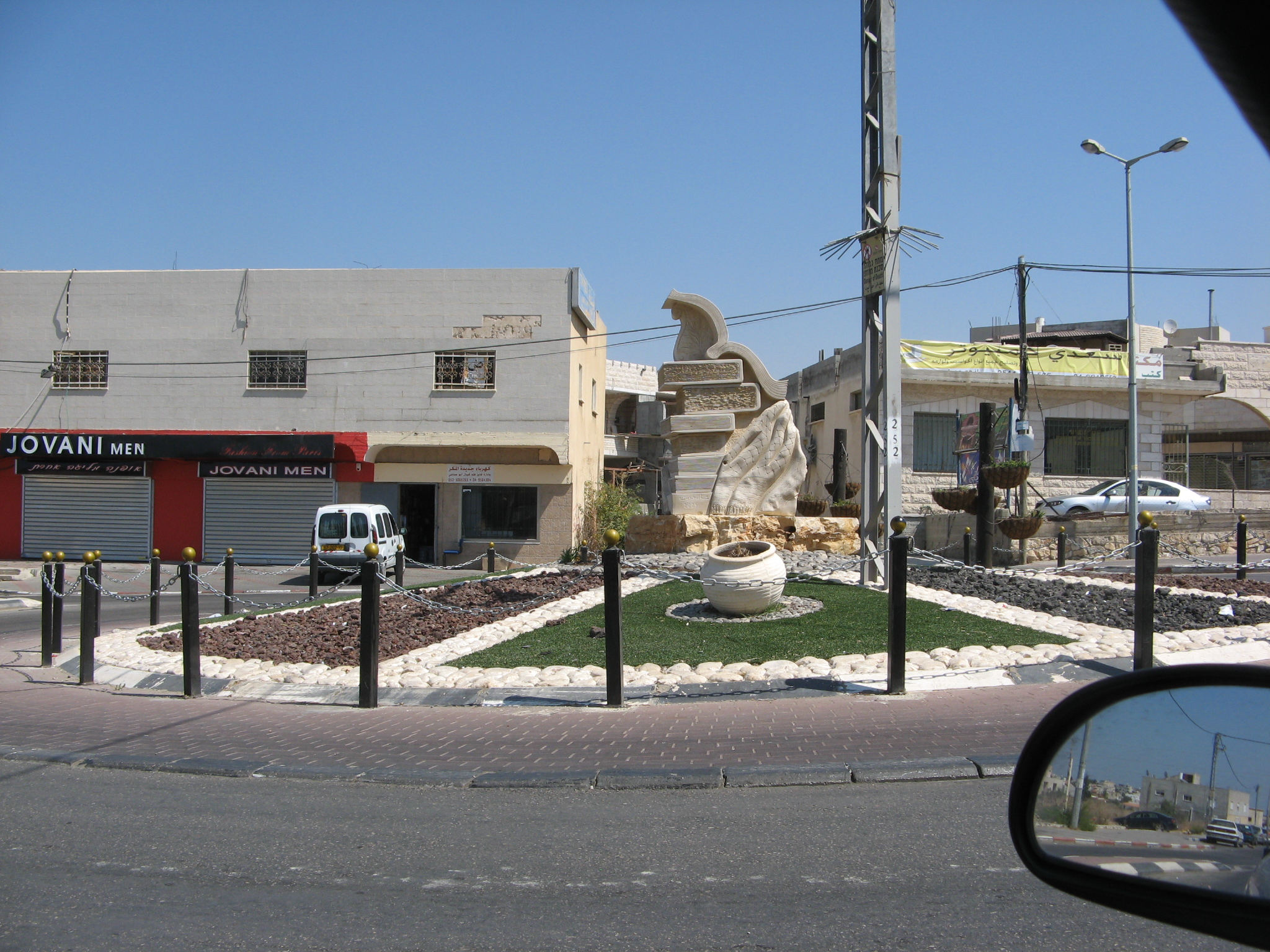
دوار في الجديدة-المكر.

تم السيطرة على المكر من قبل الجيش الإسرائيلي خلال الجزء الأول من عملية ديكل، من 8 إلى 14 يوليو عام 1948، وبقيت القرية خاصعة تحت الأحكام العرفية حتى عام 1966. تعيش عائلة محمود درويش، والتي تعود أصولها في البروة القرية العربية المهجرّة المجاروة، في البلدة. قلة من السكان هم من أهل البلد هم من سكانها الأصليين مثل العائلات (شبل وملحم وأبو رمحين وعكر وطنوس وخليل وغيرها) أمّا معظم السكّان فهم من مهجّري القرى المجاورة والمهدومة عام 1948، منها البروة، والمنشيّه، وكفر برعم، والسامريّه، ولوبيه، وإقرت، والغابسية، والدامون وغيرها.
في عام 2017 كان معظم سكان جديدة-المكر من المسلمين السُنة مع حوالي 92.7%، وكان حوالي 7.3% من السكان من المسيحيين. في عام 2017 نما عدد السكان بمعدل نمو سنوي بلغ 1.8%. وكانت في المرتبة الثانية من أصل عشرة في المؤشر الاجتماعي-الاقتصادي في عام 2015. أمّا في عام 2021 فقد ارتفع إلى 3 من أصل 10. وبلغت نسبة مستحقّي للحصول على شهادة الثانوية العامة أو البجروت بين طلاب الصف الثاني عشر بين عام 2016 وعام 2017 حوالي 57.7%. أمّا في عام 2021 هو 82.1، أمّا نسبة الملتحقين في التّعليم الأكاديميّ % 2.4. وكان متوسط الراتب الشهري للسكان في نهاية عام 2016 هو 5,662 شيكل جديد بالمقارنة مع المتوسط الوطني حوالي 8,913 شيكل جديد. أمّا حتّى عام 2021 فقد بلغ متوسّط الدّخل الشّهري للرّجال 7,457 والنّساء 4,824 شيكل.

## وصلات خارجية
- Welcome To al-Jadeida
- Welcome To Makr
- Survey of Western Palestine, Map 3: IAA, Wikimedia commons